# ミカド (サスカチュワン州)
ミカド（英：Mikado）は、カナダのサスカチュワン州東部にある集落（ハムレット）。ヨークトンの少し北に位置する。2016年の国勢調査 (Canada 2016 Census) によれば、地域の人口は25人であった。
非都市部自治体 (rural municipalities) のひとつ、Sliding Hills No. 273の事務所所在地である。

## 名称
地名は日本語の「帝」（ミカド）に由来する。ただし現地での発音は "muh CAD oh" であるという。
19世紀末から20世紀初頭にかけ、この地域にはウクライナ人が多く移住した（ウクライナ系カナダ人）。日露戦争の時期、彼ら移民たちによってロシアのツァーリに対抗すべく「ミカド」と名付けられたとされる。同一地域（サスカチュワン第9地区 (Division No. 9, Saskatchewan) ）の同じ鉄道沿線には、トウゴウ（由来:東郷平八郎）やクロキ（由来:黒木為楨）といった地名もある。

## 交通
- ミカド駅 (Mikado station (Saskatchewan)) 
VIA鉄道（国営の旅客会社）のハドソン・ベイ号（ウィニペグ - チャーチル間の路線）の駅。乗降客がいる時のみ停車 (Request stop) 。
- Saskatchewan Highway 5
- Saskatchewan Highway 754